# Szojuz 7K–L1
A Szojuz 7K–L1 a Szojuz űrhajócsalád automata holdkerülésre kidolgozott tagja, amelyből 1967. március 10. és 1970. október 20. között 12 példányt indítottak. A típus nem tudta sikeresen demonstrálni, hogy a Szojuz űrhajó űrhajóssal a fedélzetén alkalmas a Hold megkerülésére és a biztonságos visszatérésre.
A rendszer első tesztje az 1967. március 10-én indított Koszmosz–146 volt. Az utolsó a Zond–8 volt 1970. október 20-án. A típus embert soha nem szállított. A programot 1970-ben törölték.
Időközben az Apollo 11 fedélzetén az amerikaiak végrehajtották a holdra szállást.